# Fjodor Kudrjašov
Fjodor Vasiljevič Kudrjašov (rusky Фёдор Васильевич Кудряшов, IPA: [ˈfjɵdər vɐˈsjiljjɪvjɪtɕ kʊdrjɪˈʂof]; * 5. dubna 1987) je bývalý ruský profesionální fotbalista, který hrál na pozici levého obránce.

## Klubová kariéra
Kudrjašov se narodil v Irkutské oblasti a v roce 1997 začal hrát fotbal za klub FK Sibirjak v Bratsku. V roce 2004, když hrál za sibiřský výběr, si ho všiml Sergej Šavlo, který byl v té době skautem Spartaku Moskva. Poté, co Kudrjašov hrál za rezervu Spartaku, debutoval v posledním zápase sezóny 2005/06. V nové sezóně se Kudrjašov nečekaně stal pravidelným hráčem prvního týmu poté, co byl Clemente Rodríguez poslán na hostování.
V roce 2008 Kudrjašov hostoval v FK Chimki od července do prosince. V srpnu 2010 hostoval v FK Tom Tomsk a následně v FK Krasnodar.
Dne 1. února 2012 neproměnil penaltu v penaltovém rozstřelu proti norskému klubu Rosenborg BK, penaltový rozstřel skončil prohrou Spartaku v poměru 10:9. Byl to jejich druhý zápas v přátelském turnaji Pohár del Sol.
Dne 8. srpna 2012 přestoupil do RFK Achmat Groznyj. Dne 15. ledna 2016 odešel za 2 miliony eur do Rostova, kde podepsal tříletou smlouvu. V červenci 2017 přestoupil do Rubinu Kazaň.
V roce 2018 podal žalobu proti Rostovu u Komory rozhodčích RFU a tvrdil, že mu Rostov stále dluží přibližně 200 000 eur na platech a bonusech.
Dne 10. ledna 2019 byl propuštěn z Rubinu Kazaň. Dne 31. ledna 2019 podepsal kontrakt na rok a půl s tureckým klubem İstanbul Başakşehir. Z klubu odešel 20. června 2019. Dne 12. července 2019 podepsal smlouvu s FK Soči. Dne 18. prosince 2019 byla jeho smlouva se Soči zrušena po vzájemné dohodě. Dne 6. ledna 2020 podepsal další kontrakt na rok a půl s klubem Antalyaspor. Dne 22. července 2021 prodloužil s klubem svou smlouvu. Z klubu odešel 1. července 2023 po konci smlouvy. Dne 5. července 2023 oznámil klub FK Fakel Voroněž podpis smlouvy s Kudrjašovem. Kudrjašov ukončil kariéru 8. února 2024.

## Reprezentační kariéra
V srpnu 2016 byl poprvé povolán do seniorského ruského týmu na zápasy proti Turecku a Ghaně. Debutoval proti Turecku 31. srpna 2016.
Dne 11. května 2018 byl zařazen do rozšířeného ruského kádru pro Mistrovství světa ve fotbale 2018. Dne 3. června 2018 byl zařazen do konečné nominace týmu pro Mistrovství světa. Poté, co nastoupil jako náhradník ve druhém zápase skupiny proti Egyptu, nastoupil ve zbývajících třech zápasech Ruska na turnaji – posledním zápase ve skupině proti Uruguayi, výhře nad Španělskem v osmifinále a čtvrtfinálové prohře s Chorvatskem.
Dne 11. května 2021 byl zařazen do předběžného rozšířeného 30členného kádru pro Mistrovství Evropy ve fotbale 2020. Dne 2. června 2021 byl zařazen do konečné nominace. Vynechal první dva zápasy základní skupiny kvůli zranění, než nastoupil 21. června v posledním zápase skupiny proti Dánsku, když Rusko prohrálo 1:4 a bylo vyřazeno, přičemž Kudrjašov byl nahrazen v polovině druhého poločasu.

## Reprezentační góly
| Pořadí | Datum          | Místo                           | Soupeř     | Skóre | Výsledek | Soutěž                                            |
| ------ | -------------- | ------------------------------- | ---------- | ----- | -------- | ------------------------------------------------- |
| 1.     | 8. června 2019 | Mordovija Arena, Saransk, Rusko | San Marino | 3–0   | 9–0      | Kvalifikace na Mistrovství Evropy ve fotbale 2020 |